# فرد هيرش
فرد هيرش (بالألمانية: Fred Hirsch)‏ هو اقتصادي نمساوي، ولد في 6 يوليو 1931 في فيينا في النمسا، وتوفي في 1978.